# Cerkiew Podwyższenia Krzyża Świętego w Huwnikach
Cerkiew Podwyższenia Krzyża Świętego w Huwnikach – murowana filialna cerkiew greckokatolicka, znajdująca się w Huwnikach.
Zbudowana w 1825, w stylu klasycyzującym, jednonawowa. Wybudowana jako rzymskokatolicka kaplica grobowa rodziny Tyszkowskich, których prochy spoczywają w katakumbach świątyni. Wewnątrz zachowana polichromia figuralno-geometryczna z 1913 wykonana przez Andrija Demkowycza.
Obok cerkwi znajduje się murowana dzwonnica zbudowana w 1825 na planie kwadratu z brogowym dachem krytym gontem.
Cerkiew należała do greckokatolickiej parafii w Makowej.

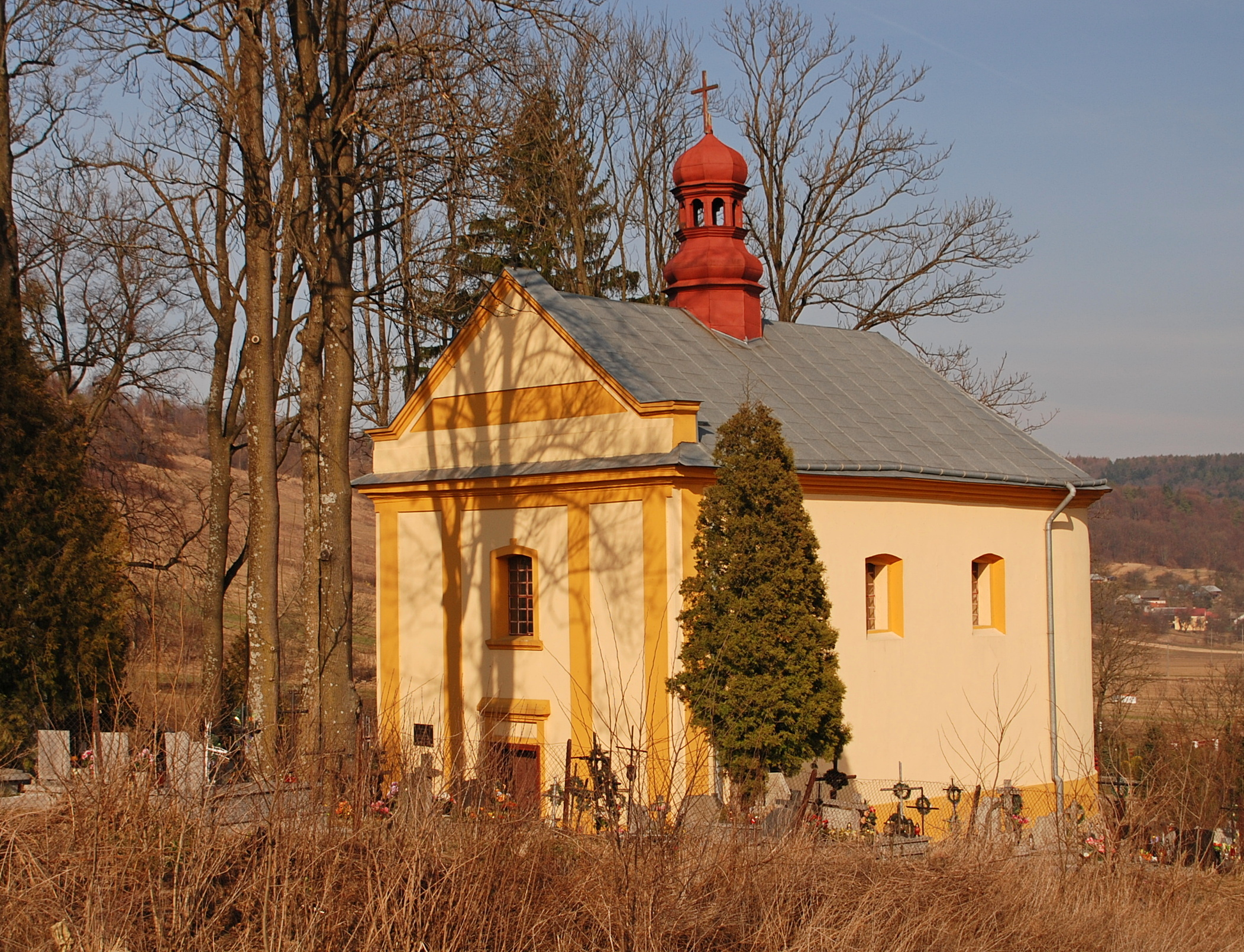
Widok od strony południowej
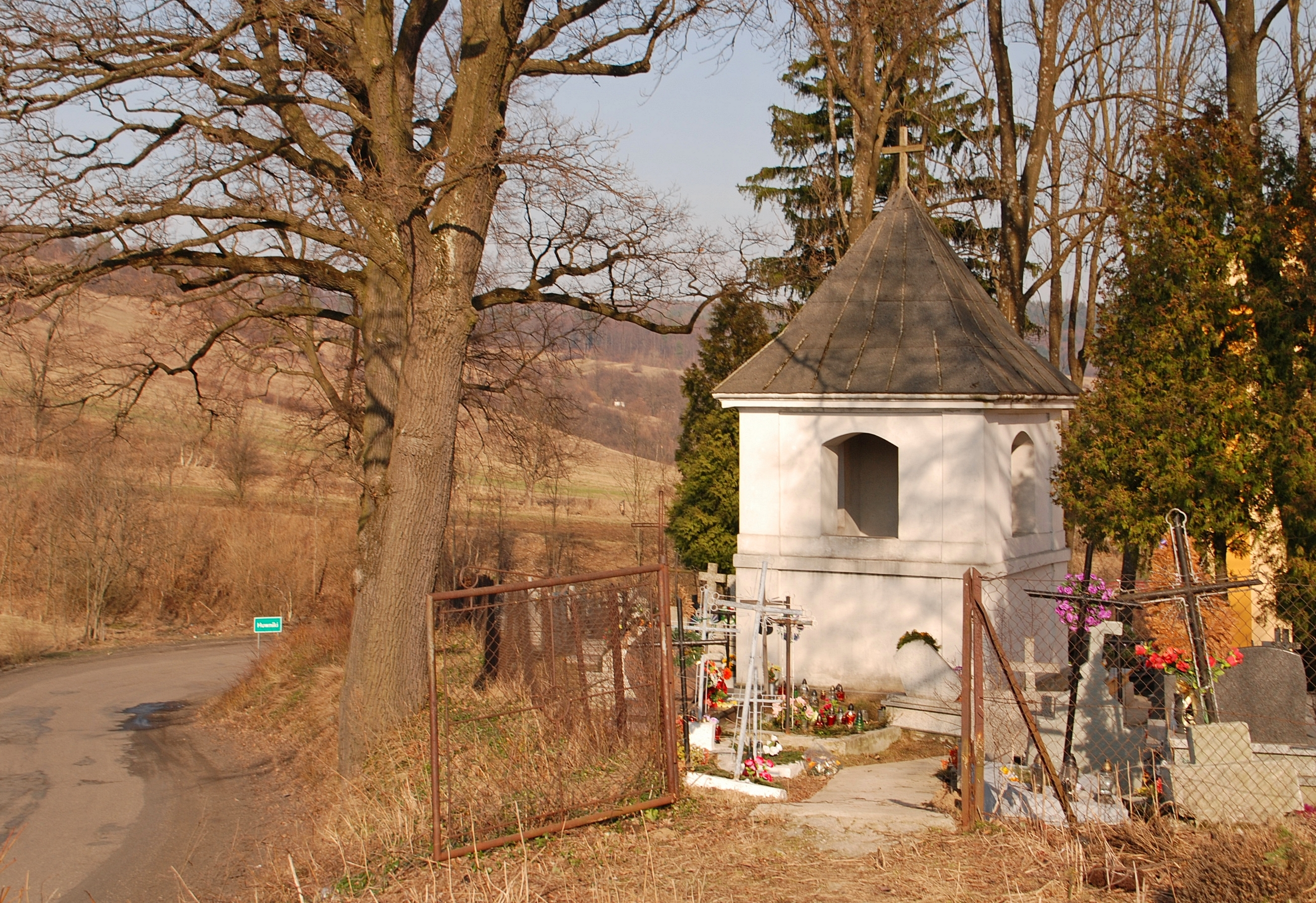
Dzwonnica